# Horst Bürkle
Horst Bürkle (* 9. Juni 1925 in Nieder-Weisel; † 24. April 2015) war ein deutscher evangelischer, ab 1987 römisch-katholischer Theologe.

## Leben
Seit 1926 wohnte er in Köln. Nach dem Besuch der Gymnasien in Köln, Zweibrücken, Betzdorf, Wernigerode und Gleiwitz (Abitur) war er von 1943 bis 1945 Soldat (1944 verwundet an der Ostfront). Das Studium (1945–1952) der evangelischen Theologie an den Universitäten Bonn, Tübingen, Köln und am Union Theological Seminary in the City of New York schloss er 1952 mit der theologischen Magisterarbeit bei Paul Tillich in New York City, 1951 dem ersten theologischen Dienstexamen und 1954 dem zweiten theologischen Dienstexamen ab. Nach dem Vikariat (1952–1954) in Essen-Altstadt wurde er 1954 in Wuppertal-Barmen ordiniert. Von 1954 bis 1956 war er Studieninspektor des Predigerseminars der Evangelischen Kirche im Rheinland in Wuppertal-Barmen. Nach der Promotion 1956 zum Dr. theol. durch die Theologische Fakultät der Universität Hamburg mit der Dissertation bei Helmut Thielicke war er von 1956 bis 1959 Studentenpfarrer im Generalsekretariat der Evangelischen Studentengemeinden in Deutschland in Stuttgart. 1959 wurde er Leiter der Missionsakademie an der Universität Hamburg. 1963  heiratete er Dorothee Weisbach (1965 Tochter Britta, 1967 Tochter Anja). Nach der Habilitation 1964 für das Fach Missions- und Religionswissenschaft an der Theologischen Fakultät der Universität Hamburg mit der Arbeit Die „Religion des Geistes“ und das Kerygma lehrte der Privatdozent von 1965 bis 1968 als Gastdozent an der Universität von Ostafrika in Kampala. Von 1968 bis 1987 dozierte er als Professor und Direktor des Instituts für Missions- und Religionswissenschaft in der Evangelisch-Theologischen Fakultät der Ludwig-Maximilians-Universität München (Forschungsaufenthalte und Vorlesungstätigkeit in Brasilien, Indien und Neuguinea und Gastprofessor in Seoul, Kyoto und Innsbruck). 1987 trat er in die römisch-katholische Kirche über. Von 1989 bis zur Emeritierung 1991 lehrte er als Professor am Seminar für Christliche Weltanschauung, Religions- und Kulturtheorie der Ludwig-Maximilians-Universität München. Er war Mitglied und Vorsitzender verschiedener wissenschaftlicher Gesellschaften (Beirat der Görres-Gesellschaft zur Pflege der Wissenschaft; Gründungsmitglied der Academia Scientiarum et Artium Europaea).

## Schriften (Auswahl)
- Eschatologie und Zeitverständnis. Eine Untersuchung der Beziehung zwischen theologischer Eschatologie und philosophischem Zeitverständnis in der modernen protestantischen Theologie. New York City 1952, OCLC 505318332 (zugleich Magisterarbeit, Union Theological Seminary in the City of New York 1952).
- Dialektisches Zeitverständnis und existentialer Zeitbegriff. Eine Untersuchung über die Beziehung zwischen der frühen dialektischen Theologie Karl Barths und der Ontologie Martin Heideggers. Hamburg 1957, OCLC 313981265 (zugleich Dissertation, Hamburg 1957).
- Student sein – aber wie? Ein Informationsheft der Evangelischen Studentengemeinde in Deutschland. Generalsekretariat der Evangelischen Studentengemeinde in Deutschland, Stuttgart 1958, OCLC 73734381.
- als Herausgeber mit Hans Jürgen Schultz: Jan Hermelink: Christ im Welthorizont. Kreuz-Verlag, Stuttgart 1962, OCLC 898773719.
- Dialog mit dem Osten. Radhakrishnans neuhinduistische Botschaft im Lichte christlicher Weltsendung. Evangelisches Verlagswerk, Stuttgart 1965, OCLC 981290579 (zugleich Habilitationsschrift, Hamburg 1964).
- als Herausgeber: Indische Beiträge zur Theologie der Gegenwart. Evangelisches Verlagswerk, Stuttgart 1966, OCLC 720309413.
- als Herausgeber: Theologie und Kirche in Afrika. Evangelisches Verlagswerk, Stuttgart 1968, OCLC 248388439.
- Mahatma Gandhi. Vortrag zum hundertsten Geburtstag. Kulturdezernat, Darmstadt 1969, OCLC 831044991.
- Die Reaktion der Religionen auf die Säkularisierung. Freimund-Verlag, Neuendettelsau 1969, OCLC 641530601.
- Der Tod in den afrikanischen Gemeinschaften. Zur Frage theologisch relevanter Aspekte im afrikanischen Denken (= Arbeitshilfe des Evangelischen Missionswerks in Südwestdeutschland). Evangelisches Missionswerk in Südwestdeutschland, Stuttgart 1972, OCLC 830203211.
- Der Geist und die Geister. 3 Beiträge von Hans P. Schmidt, Walter J. Hollenweger u. Horst Bürkle zu der Vielfalt religiöser Formen in unserer Zeit. Bahn, Konstanz 1976, ISBN 3-7621-3056-6.
- Einführung in die Theologie der Religionen (= Die Theologie). Wissenschaftliche Buchgesellschaft, Darmstadt 1977, ISBN 3-534-07043-7.
- als Herausgeber: Theologische Beiträge aus Papua-Neuguinea (= Erlanger Taschenbücher. Band 43). Verlag der Ev.-Luth. Mission, Erlangen 1978, ISBN 3-87214-089-2.
- als Herausgeber: Missionstheologie. Helmut Thielicke zum 70. Geburtstag am 4. Dezember 1978 (= Theologische Wissenschaft. Band 18). Kohlhammer, Stuttgart/Berlin/Köln/Mainz 1979, ISBN 3-17-001136-7.
- als Herausgeber mit Gerold Becker: Communicatio fidei. Festschrift für Eugen Biser zum 65. Geburtstag. Pustet, Regensburg 1983, ISBN 3-7917-0769-8.
- Die christliche Botschaft in einer säkularen Kultur (= Forum freies Christentum. Heft 5). Tempelgesellschaft, Stuttgart 1986, OCLC 74796587.
- Kirche und Politik. Unterschiedliche und gemeinsame Aufgaben (= Idea e.V. Dokumentation. 1987 Nummer 20). Idea, Wetzlar 1987, OCLC 74937004.
- als Herausgeber: New age. Kritische Anfragen an eine verlockende Bewegung (= Schriften der Katholischen Akademie in Bayern. Band 127). Patmos-Verlag, Düsseldorf 1988, ISBN 3-491-77699-6.
  - als Herausgeber: New age. Kritische Anfragen an eine verlockende Bewegung (= Schriften der Katholischen Akademie in Bayern. Band 127). 2. Auflage, Patmos-Verlag, Düsseldorf 1989, ISBN 3-491-77699-6.
- als Herausgeber: Grundwerte menschlichen Verhaltens in den Religionen (= Religionswissenschaft. Band 6). Lang, Frankfurt am Main/Berlin/Bern/New York/Paris/Wien 1993, ISBN 3-631-44740-X.
- Der Mensch auf der Suche nach Gott – die Frage der Religionen (= AMATECA. Band 3). Bonifatius, Paderborn 1996, ISBN 3-87088-894-6.
  - Maria Elżbieta Kowalska (Übersetzerin): Człowiek w poszukiwaniu Boga. Problem różnych religii (= Amateca, podręczniki teologii katolickiej. Band 3). Pallottinum, Poznań 1998, ISBN 83-7014-330-X.
  - Kaposi Tamás (Übersetzer): Az istenkereső ember. A világvallások istenkeresése (= AMATECA. Rész 1 Az istenkereső ember. Band 3). Agapé, Szeged 1998, ISBN 963-458-140-4.
  - Josip Oslić (Übersetzer): Čovjek traži Boga. Religijski pristup (= Priručnici. Band 49) (= Niz AMATECA. Band 3). Kršćanska Sadašnjost, Zagreb 2000, ISBN 953-151-339-2.
  - Rafael Saráchaga García (Übersetzer): Čovjek traži Boga. Religijski pristup (= Associazione di Manuali di Teologia Cattolica. Band 3). EDICEP, Valencia 2002, ISBN 84-7050-692-7.
- Die Mission der Kirche (= AMATECA. Band 13). Bonifatius, Paderborn 2002, ISBN 3-89710-144-0.
  - Salvador Castellote (Übersetzer): Człowiek w poszukiwaniu Boga. Problem różnych religii (= Associazione di Manuali di Teologia Cattolica. Band 13). EDICEP, Valencia 2002, ISBN 84-7050-695-1.
- als Herausgeber mit Drago Pintaric: Denken im Raum des Heiligen. Festschrift für P. Ansgar Paus OSB. EOS, Sankt Ottilien 2007, ISBN 3-8306-7267-5.
- Schriften zum missionarischen Dialog. Erkennen und Bekennen. EOS, Sankt Ottilien 2010, ISBN 978-3-8306-7405-4.
- Schriften zum missionarischen Dialog. Glaube sucht Begegnung. EOS, Sankt Ottilien 2013, ISBN 978-3-8306-7612-6.
- Schriften zum missionarischen Dialog. Geheimnis der Völker. EOS, Sankt Ottilien 2013, ISBN 978-3-8306-7579-2.
- Dem Vergessen entnommen. Erinnerungen. EOS, Sankt Ottilien 2013, ISBN 978-3-8306-7623-2.